# Saison 3 des Soprano
Chronologie
Saison 2 Saison 4
Cet article présente les épisodes de la troisième saison de la série télévisée Les Soprano.

## Synopsis
La troisième saison voit le retour de Ralph Cifaretto après une longue absence en Floride. Il commence à sortir avec Rosalie Aprile, veuve du boss précédent, Jackie Aprile, Sr. Malgré une animosité personnelle et une méfiance à propos de son comportement destructeur (Ralph a tué une stripteaseuse au Bada Bing, ce qui a incité Tony à l'attaquer, violant le code de conduite de la Mafia envers les autres affranchis), Tony le promeut caporegime en raison de son succès professionnel. Meadow, étudiant à présent à l'université Columbia, commence à sortir avec Noah Tannenbaum, qui est à moitié juif et à moitié afro-américain ; celui-ci devient la cible des propos racistes de Tony. Noah décide finalement d'arrêter leur relation.
Jackie Aprile, Jr. commence alors à sortir avec Meadow, puis devient de plus en plus irresponsable, tombe dans la drogue et dans le crime. Tony tente dans un premier temps de pardonner ce comportement erratique, qu'il considère comme une passade de jeunesse, et essaie d'éviter que cela n'aille plus loin en ayant une conversation franche et directe avec lui. En dépit du conseil - et de l'avertissement - de Tony, Jackie dépasse la limite en organisant une tentative de vol avortée lors d'une partie de cartes de Ralph. Tony décide de laisser à Ralph la décision à propos de la punition de Jackie Jr. Malgré son rôle de père de substitution, Ralph décide en fin de compte de faire assassiner Jackie Jr.
Livia meurt d'une crise cardiaque. Tony se trouve une nouvelle maîtresse en la personne de Gloria Trillo, elle aussi patiente du Dr Melfi. Leur relation est brève et tumultueuse. On diagnostique à Junior un cancer de l'estomac et il suit une chimiothérapie. A.J. continue d'avoir des problèmes à l'école, en dépit de son succès dans l'équipe de football américain. Il est par la suite renvoyé.

## Distribution
- James Gandolfini (VF : Erik Colin) : Anthony "Tony" Soprano
- Edie Falco (VF : Dominique Dumont) : Carmella Soprano
- Jamie-Lynn Sigler (VF : Fily Keita) : Meadow Soprano
- Robert Iler (VF : Paolo Domingo) : Anthony "AJ" Soprano Junior
- Dominic Chianese (VF : Georges Lycan) : Corrado "Oncle Junior" Soprano
- Lorraine Bracco (VF : Maïk Darah) : Dr Jennifer Melfi
- Michael Imperioli (VF : Lionel Melet) : Christopher "Chrissy" Moltisanti
- Drea de Matteo (VF : Élisabeth Fargeot) : Adriana La Cerva
- Tony Sirico (VF : Hervé Jolly) : Peter Paul "Paulie Walnut" Gualtieri
- Steven Van Zandt (VF : François Leccia) : Silvio Dante
- John Ventimiglia (VF : Antoine Tomé) : Arthur "Artie" Bucco
- Kathrine Narducci : Charmaine "Mainie" Bucco
- Jerry Adler (VF : Michel Ruhl) : Hermann "Hesh" Rabkin
- Steve R. Schirripa (VF : Gérard Surugue) : Robert "Bobby Bacala" Baccalieri, Jr
- Aida Turturro (VF : Catherine Privat) : Janice Soprano
- Joe Pantoliano (VF : Christian Vadim) : Ralph "Ralphie" Cifaretto
- Vincent Curatola (VF : Jean-Claude de Goros) : John "Johnny Sack" Sacrimoni
- Federico Castelluccio (VF : Olivier Jankovic) : Furio Guinta
- Joseph R. Gannascoli : Vincent "Vito" Spatafore
- Tony Lip (VF : Claude d'Yd) : Carmine Lupertazzi, Sr
- Sharon Angela (VF : Marion Game) : Rosalie "Ro" Aprile
- Dan Grimaldi : Pasquale "Patsy" Parisi
- Annabella Sciorra (VF : Blanche Ravalec) : Gloria Trillo
- Matt Servitto : Dwight Harris

## Épisodes

### Épisode 1:Le Quartier de Monsieur Ruggerio
- États-Unis : 4 mars 2001 sur HBO

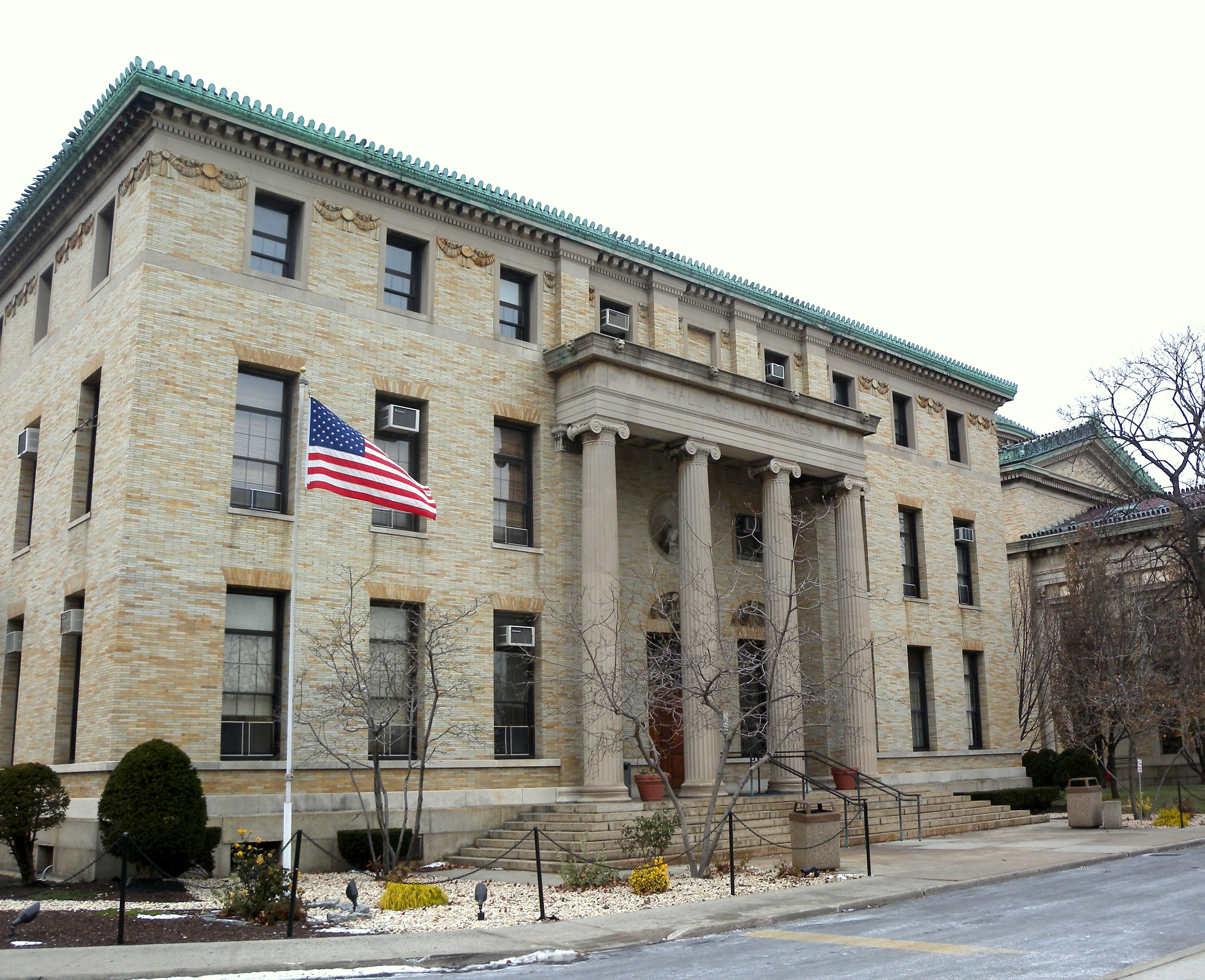
Le Hall of Languages du collège communautaire du Bronx sert de décor pour la résidence universitaire de Meadow.

- France : 6 septembre 2001 sur Jimmy

- Jerry Adler (Hesh Rabkin)
- Michele De Cesare (Hunter Scangarelo)
- John Fiore (Gigi Cestone)
- Dan Grimaldi (Patsy Parisi)
- Louis Lombardi (Skip Lipari)
- Frank Pando (Agent Grasso)
- Frank Pellegrino (en) (Frank Cubitoso)
- Katalin Pota (Lilliana)
- Matt Servitto (Agent Harris)
- Rob Bogue (Ed Restuccia)
- Frank Deal (Agent du FBI)
- Anthony Dimaria (Fils de M. Ruggerio)
- Gary Evans (Technicien du FBI #1)
- Dennis Gagomiros (Agent Theophilos)
- Ari Graynor (Caitlin Rucker)
- Neal Jones (Agent Tancredi)
- Glenn Kessler (Technicien du FBI #2)
- Erica Leerhsen (Birgit Olafsdottir)
- Albert Makhtsier (Stasiu Wosilius)
- David Mogentale (Coach Goodwin)
- James Murtaugh (Juge Lapper)
- Gary Perez (Agent Marquez)
- Saundra Santiago (Jeannie Cusamano)
- Tommy Savas (Xavier)
- Brian Smyj (Agent Smyj)
- Katie C. Sparer (Agent du FBI #2)
- Colleen Werthmann (Agent Malatesta)

Des agents du FBI discutent de Tony Soprano. Ils écoutent ses appels téléphoniques depuis des années sans rien entendre d'incriminant et les enregistrements réalisés par Pussy Bonpensiero ne révèlent rien non plus. En utilisant le numéro de dossier de Pussy, CW16, l'agent Skip Lipari se doute que Pussy ait fini assassiné. L'agent Frank Cubitoso enlève la photo de Pussy du mur et la jette. Lipari rapporte que Tony se rend dans son sous-sol pour parler avec ses associés, croyant que les conversations seront masquées par le bruit de la climatisation. Ils obtiennent une autorisation légale pour y installer un appareil d'écoute. Une fois par semaine, la maison est vide assez longtemps pour que les agents examinent le sous-sol et installent plus tard l'appareil d'écoute (Tony étant au travail, les enfants en cours, Carmela se rend au cours de tennis avec Adriana, tandis que la domestique déjeune avec son mari à l'extérieur). La première semaine, ils entrent et trouvent une vieille lampe de lecture dans laquelle un microphone pourrait être caché. Ils prennent des photos et vidéos afin de pouvoir le remplacer par une réplique avec un appareil d'écoute caché. Dans la deuxième semaine, leur plan est annulé lorsque la bonne fait revenir Tony et Carmela à la maison en raison d'une urgence domestique : le chauffe-eau de la maison a explosé inondant le sous-sol. Au cours de la troisième semaine, ils ont réussi à placer la lampe de remplacement et à commencer à écouter.
Meadow s'adapte à la vie à l'Université Columbia. Sa colocataire volatile, Caitlin, traverse une période difficile.
- La bande son utilisée lors des opérations du FBI chez les Soprano est un mélange du Peter Gunn Theme des Blues Brothers avec Every Breath You Take de The Police.
- Premier épisode dans lequel Federico Castellucio (Furio) est désormais crédité au générique uniquement dans les épisodes où il apparaît[3].

### Épisode 2:Au revoir petite Livia
- États-Unis : 4 mars 2001 sur HBO

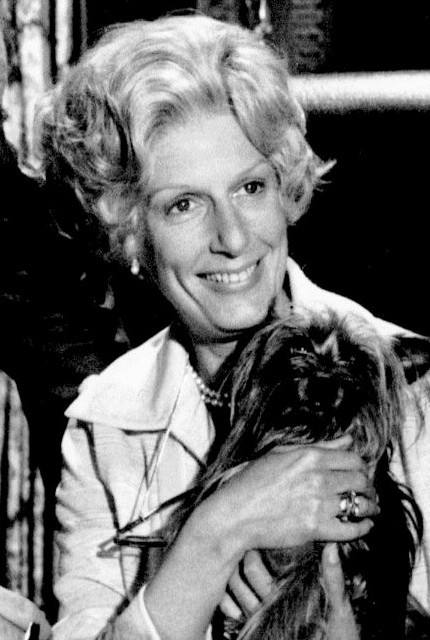
Nancy Marchand (Livia Soprano), ici en 1977, est décédée d'un cancer en juin 2000, deux mois après la diffusion du dernier épisode de la deuxième saison. À l'origine, David Chase avait prévu de baser l'intrigue principale de la saison autour de Livia qui aurait témoigné contre son fils dans un procès. Finalement, la dernière scène de Livia est réalisée à l'aide d'effets spéciaux. Pour la dernière fois et uniquement sur cet épisode de la troisième saison, Marchand est créditée au générique.

- France : 18 septembre 2001 sur Jimmy

- Nancy Marchand (Olivia "Livia" Soprano)
- Peter Riegert (Ronald Zellman)
- Tom Aldredge (Hugh DeAngelis)
- Suzanne Shepherd (en) (Mary DeAngelis)
- Alla Kliouka (Svetlana Kirilenko)
- Vincent Curatola (Johnny Sack)
- John Fiore (Gigi Cestone)
- Joseph R. Gannascoli (Vito Spatafore)
- Dan Grimaldi (Patsy Parisi)
- George Loros (Raymond Curto)
- Richard Maldone (Albert Barese)
- Vincent Pastore (Pussy Bonpensiero)
- Greg Alan Williams (Reverend James, Jr.)
- Patrick Tully (Noah Tannenbaum)
- Nicole Burdette (Barbara Giglione)
- Ralph Lucarelli (Cozzarelli)
- Peter McRobbie (Father Felix)
- Sharon Angela (Rosalie Aprile)
- Jason Cerbone (Jackie Aprile, Jr.)
- Tim Gallin (Joseph Zachary)
- Marcia Haufrecht (Fanny)
- Maureen Van Zandt (Gabriella Dante)
- Vito Antuofermo (Bobby Zanone)
- Katalin Pota (Lilliana Wosilius)
- Ed Vassallo (Tom Giglione])
- Frank Pando (Agent Frank Grasso)

À la maison, Tony accueille Meadow et son ami de l'université, Noah Tannenbaum. Tony et Noah parlent brièvement du film préféré de Tony, The Public Enemy. Seul avec lui, Tony l'interroge sur son appartenance ethnique, et confirme qu'il est à moitié juif et à moitié afro-américain. Tony lui dit qu'étant noir, il doit rester loin de sa fille. Noah lui jure dessus et sort en trombe. Tony va à la cuisine, déballant de la charcuterie, il aperçoit une boîte de riz de Uncle Ben's, déclenchant une crise de panique. Après avoir lu dans le journal une nouvelle attaque à la bombe dans la guerre des entreprises de déchets, Tony confronte Ralph Cifaretto, un membre ambitieux et efficace de l'équipe de Richie Aprile, et Albert Barese à propos du différend sur l'assainissement. Tony leur dit fermement d'arrêter les incendies. Alors, au lieu de cela, Ralph va faire battre un homme avec des battes de baseball. Parallèlement, il est révélé que Ray Curto est devenu un informateur pour le FBI.
Tony rend visite à sa mère Livia pour tenter de remettre les choses au clair et sur ce qu'elle doit dire s'il est interrogé sur les billets d'avion volés. Mais exaspéré par le comportement de sa mère, il quitte la maison de Livia. Ce soir-là, Livia meurt d'un accident vasculaire cérébral. Plus tard, Tony informe le Dr Melfi du décès de Livia mais se considère aussi comme un mauvais fils. La sœur de Tony, Barbara, l'informe que Janice ne viendra pas pour les funérailles. Il l'appelle furieusement sa sœur à Seattle et lui dit d'être dans le prochain avion, lui affirmant que le problème concernant Richie Aprile est réglé. Elle l'incite à payer le prix.  Au salon funéraire, Janice insiste pour que, contrairement à ses souhaits, Livia reçoive des funérailles somptueuses et, exaspéré, Tony accepte. Dans la maison de Livia, Janice martèle le mur du sous-sol. Lors des funérailles, toujours au cimetière, elle a un différend avec la soignante de Livia, Svetlana, au sujet de la collection de disques de Livia. Svetlana dit que Livia les lui a données, mais Janice lui ordonne de les rendre.
Lors de la réception post-funéraire chez les Sopranos, Janice, contre la volonté de Tony, emmène tout le monde dans la salle principale pour une cérémonie du souvenir. Avec une certaine réticence, une ou deux personnes parlent à la mémoire de Livia. Christopher, défoncé à la marijuana et à la cocaïne, prononce un discours décousu et flou. Tony s'est faufilé à l'extérieur, où il est confronté à un Artie Bucco en colère et ivre, qui se souvient que Livia lui avait raconté l'incendie du Vesuvio par Tony. Artie rentre à l'intérieur et semble prêt à en parler mais Carmela, qui a bu, commence à déballer ses vérités sur la défunte devant les invités.

### Épisode 3:Le Fils prodigue
- États-Unis : 11 mars 2001 sur HBO

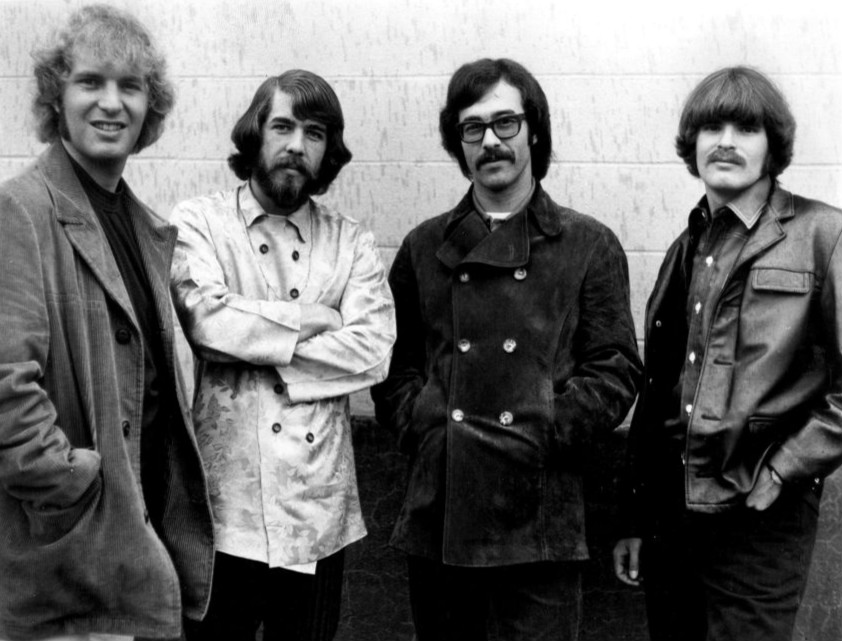
Le titre original de l'épisode est une référence à la chanson Fortunate Son de Creedence Clearwater Revival, ici en 1968.

Christopher et Eugène Pontecorvo se préparent a subir le rituel d'entrée dans la famille DiMeo, ils font désormais partie intégrante de la famille avec Tony comme parrain.
Anthony Jr lui, a intégré une équipe de football dans laquelle il fait des miracles.
Meadow est toujours furieuse contre son père après les réflexions de celui-ci contre son ami Noah.
Christopher Moltisanti est initié en tant que membre de la famille aux côtés d'Eugène Pontecorvo lors d'une cérémonie dirigée par Tony Soprano. Au cours de la cérémonie, il voit (ou imagine qu'il voit) un corbeau perché devant la fenêtre et craint que ce ne soit un mauvais présage. À la fête après, Paulie donne à Chris son opération de paris sportifs, bien que Chris devra lui donner une partie de ses bénéfices hebdomadaires. Chris fait de mauvais jugements au cours de sa première semaine et échoue. Paulie est impitoyable et exige le paiement avant la fin de la semaine et impose un paiement supplémentaire pour le retard.
Jackie Aprile, Jr. a suivi des cours pré-médicaux à l'université Rutgers, mais sèche des cours et planifie des activités criminelles. Tony lui demande de le rencontrer, mais Jackie se présente en retard ce que Tony considère comme un manque de respect. L'oncle de Jackie, Richie Aprile, a disparu, et le jeune homme pense que Tony l'a tué. Tony nie avoir quoi que ce soit à voir avec la disparition de Richie, affirmant que ce dernier est un informateur qui fait maintenant partie du programme de protection des témoins. Tony était proche du père de Jackie, qui ne voulait pas que Jackie mène une vie criminelle. Jackie dit qu'il a des difficultés à l'école et qu'il ne pourra jamais devenir médecin. Plus tard, Tony dit à Chris de ne pas impliquer Jackie dans des activités criminelles.
Jackie a un plan pour voler un concert de charité à Rutgers. Chris a besoin d'argent pour payer Paulie et accepte d'aider Jackie avec le vol. Chris prend en charge l'opération et fait de Jackie son chauffeur. Alors que Jackie attend nerveusement dans la voiture, il entend un coup de feu et s'urine dessus. Plus tard, Chris donne à Paulie l'argent qu'il doit. Paulie donne l'argent à Tony, mentionnant l'implication de Jackie dans le vol. Un Tony en colère téléphone à Chris, qui ignore l'appel.

### Épisode 4:L'Employé du mois

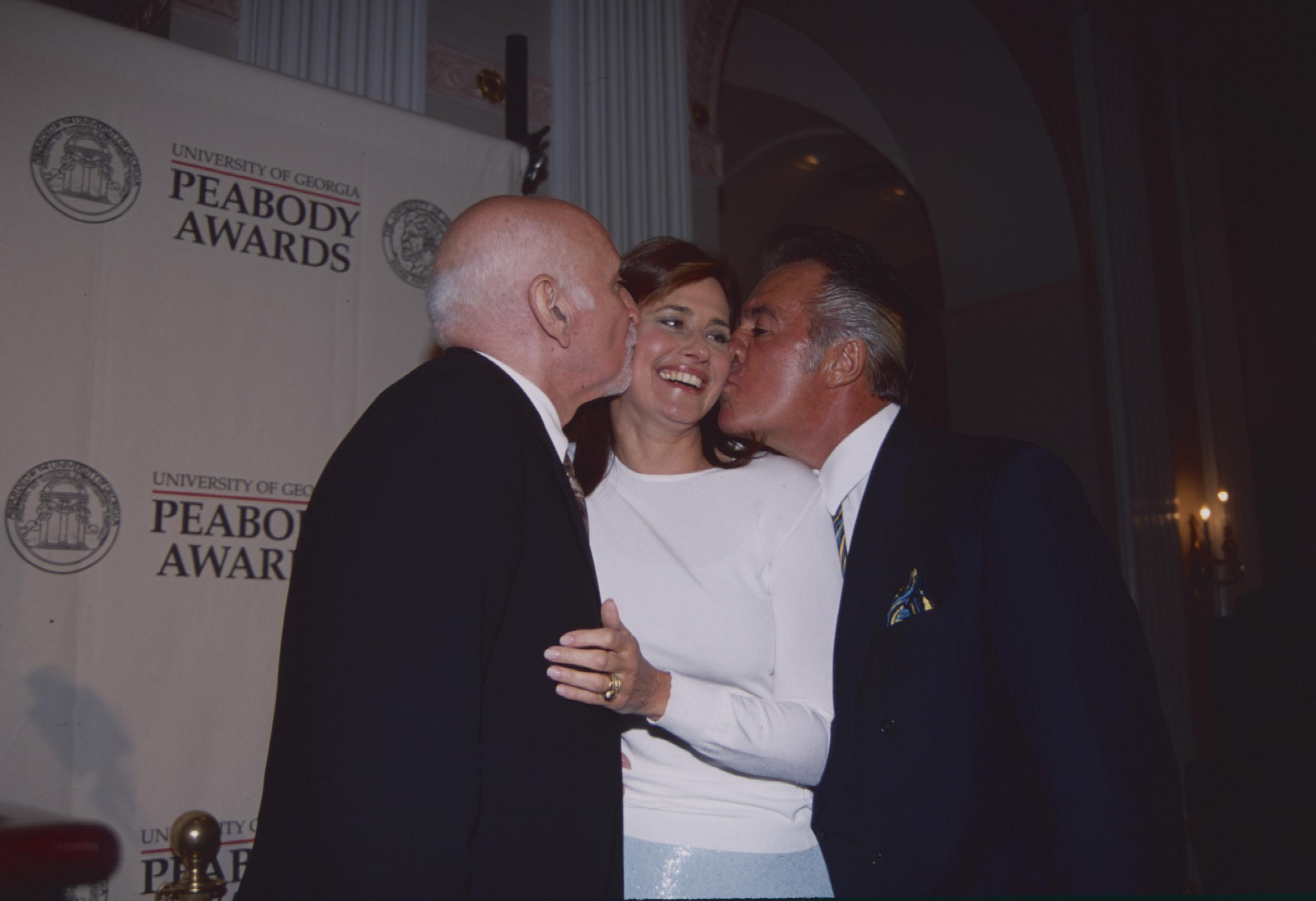
Lorraine Bracco (Dr Melfi), ici avec Dominic Chianese (Junior Soprano) et Tony Sirico (Paulie Gualtieri) en 2000, a reçu une nomination pour le Primetime Emmy Award de la meilleure actrice dans une série télévisée dramatique pour son rôle dans cet épisode.

- États-Unis : 18 mars 2001 sur HBO

Le docteur Melfi est traumatisée a la suite d'un viol subit alors qu'elle sortait de son cabinet après une journée de travail, de plus elle apprend que son violeur a été relâché et qu'il peut circuler librement. Pour se couvrir elle fait croire a tout le monde qu'il s'agit d'un accident de voiture.
Tony parle a sa femme de la thérapie proposée par le docteur, mais celle-ci semble hésitante. De plus alors qu'il tente de tenir Jackie Aprile Jr éloigné du monde du crime celui-ci ne semble pas décidé a tenir compte des réflexions de Tony.
Johnny Sack et sa femme Ginny viennent d'emménager dans une grande maison dans le New Jersey. Tony s'y rend et demande à Johnny avec insistance pourquoi il ne lui en a pas parlé. Johnny dit qu'ils ont déménagé là-bas pour des raisons familiales et qu'il ne va pas s'immiscer dans les affaires de Tony. Deux voyous russes font irruption dans la maison de Janice et demandent le retour de la jambe prothétique de Svetlana. Quand Janice refuse, l'un d'eux la frappe fort. Janice se retrouve contrainte de leur donner la jambe, planquée dans un casier de bowling. Tony lui rend visite à l'hôpital, exaspéré de nouveau à cause d'elle car il devra riposter contre les hommes qui ont agressé sa sœur. Janice affirme qu'elle a touché le fond mais qu'elle s'en remet à Dieu. Ralphie sort maintenant avec Rosalie et emmène Jackie Jr. avec lui pour extorquer de l'argent à un créancier. Ralphie n'a aucun différend avec celui-ci mais provoque une bagarre. L'homme sort une batte de baseball, mais Ralphie et Jackie la lui prennent. Ralphie tient l'homme et presse Jackie de le frapper. Jackie le bat et le frappe avec empressement. Ralphie vide son portefeuille et donne une partie de l'argent à Jackie, qui jubile. En partie à cause de cet incident, Tony fait de Gigi un capitaine au lieu de Ralphie, ce qui provoque sa profonde déception.
Le Dr Melfi et son ex-mari Richard sont maintenant réconciliés. Son thérapeute Elliot Kupferberg et lui l'exhortent à cesser de traiter son patient gangster, dont elle révèle le nom par inadvertance à Kupferberg. Elle a ses propres doutes et pense qu'il est maintenant temps pour lui d'être traité par un thérapeute en modification du comportement, mais Tony hésite à parler à quelqu'un d'autre.
Dans le parking couvert un soir après le travail, le Dr Melfi est agressée et violée par un jeune homme. La police trouve rapidement l'homme. Richard et son fils Jason sont furieux, surtout lorsqu'ils apprennent qu'en raison d'un vice de procédure, la police a dû libérer le violeur. Melfi voit plus tard une photo de lui, nommé employé du mois dans un café. Elle ressent un désir fou de vengeance et sait qu'un mot à Tony Soprano suffirait pour l'obtenir, mais, comme son ex-mari, elle obéit au pacte social. Le Dr Melfi a un rêve : elle achète un soda à un distributeur automatique mais lorsqu'elle atteint la machine pour l'obtenir, sa main est coincée à l'intérieur ; un Rottweiler apparaît et la terrifie. Puis le violeur s'avance vers elle. Le chien se retourne et mutile le violeur, qui pleure d'agonie. Avec Kupferberg, elle en comprend le sens: le chien, c'est Tony Soprano qui se venge en son nom.

### Épisode 5:Jamais deux sans trois
- États-Unis : 25 mars 2001 sur HBO

Tony et Carmela commencent à suivre une thérapie de couple chez le docteur Melfi. Mais le couple se dispute et Tony Soprano se fait arrêter par un policier pour excès de vitesse sur le chemin du retour. Par la suite, le policier sera muté.
Le père de Bobby Baccala, affecté par un cancer en phase terminale, décide de se charger de l'assassinat de son neveu qui a gravement blessé un employé des Soprano sans raison, avant de mourir à son tour une fois le travail achevé.
Au restaurant, Adriana démissionne au désespoir d'Artie qui éprouve des sentiments pour elle. Ce dernier, dont il va se séparer de Charmaine, veut se lancer dans une affaire de production industrielle avec son ami Tony.
Tony et Carmela ont une session conjointe avec le Dr Melfi. Cela se termine par des récriminations : Carmela sent que les deux autres se sont joints contre elle. En rentrant chez elle, Carmela est en larmes tandis que Tony conduit imprudemment et est arrêté pour excès de vitesse par l'officier Leon Wilmore, qui est noir. Le charme de Tony et la corruption implicite ne fonctionnent pas, et Wilmore rédige une amende. Le mafieux prend contact avec le membre de l'assemblé du New Jersey Ronald Zellman pour faire annuler.
Quelques jours plus tard, en visitant un magasin d'ornement de pelouse, Tony voit Wilmore y travailler. Il dit à Tony, qui sourit sarcastiquement, qu'il a été transféré et ne peut plus faire d'heures supplémentaires. C'est plus radical que ce que Tony voulait et il demande à Zellman de le réintégrer. Tony a ensuite une autre dispute avec Meadow au sujet de ses attitudes racistes et la prochaine fois qu'il parlera à Zellman, il dit que Wilmore peut rester où il est. Mais il retourne au magasin de jardinage, fait un gros achat et lui offre des billets de 100 $, apparemment pour s'assurer que l'achat arrive en bon état. Wilmore dédaigne de prendre l'argent. Meadow emmène la lampe du sous-sol chez elle à son dortoir à l'Université de Columbia et « neutralise » ainsi sans le savoir l'opération d'écoute du FBI.
Les derniers clients ont quitté le restaurant Nuovo Vesuvio et Artie est heureux d'être seul avec Adriana pour célébrer une soirée fructueuse. Elle lui dit de façon inattendue que Christopher ne veut plus qu'elle soit hôtesse et, cachant son chagrin, Artie lui permet de partir sans préavis. Quand Tony et Chris dînent là-bas, un Artie ivre lance une pique à Chris, qui le saisit avec colère. Tony chasse Chris, puis attrape Artie lui-même avec colère. Artie dit qu'il est amoureux d'Adriana et la colère de Tony se fond dans le rire. Il lui dit de ne plus jamais prononcer ces mots. Tony veut se lancer en affaires avec Artie en vendant des produits alimentaires italiens. Charmaine rejette l'idée, croyant que Tony ne veut qu'une autre entreprise comme façade. Au cours de la dispute qui a suivi, elle dit à Artie que leur mariage est terminé. Artie a ensuite un dîner gênant avec Adriana au cours duquel elle retire sa main quand il essaie de la prendre.
Bryan Spatafore, le frère de Vito, est mêlé innocemment à une dispute entre Mustang Sally et sa petite amie. Sally attaque alors vicieusement Bryan avec un club de golf, le mettant dans le coma. En représailles, il est décidé que Sally doit être tué. Il entre dans la clandestinité, mais est en contact avec le père de Bobby Baccalieri, Bobby, Sr., qui est son parrain « en nom seulement ». On lui attribue alors la mission d'éliminer Sally. Mais Bobby, Sr. est en train de mourir d'un cancer du poumon et peut difficilement arrêter de tousser. Bobby veut désespérément empêcher son père de le faire, il en va de même pour Junior, qui va voir Tony. Mais ce dernier refuse de changer le plan. De plus, Bobby, Sr. lui-même veut le faire.

### Épisode 6:Université
- États-Unis : 1er avril 2001 sur HBO

- Ari Graynor (Caitlin Rucker)

Meadow et Noah s'embrassent sur son lit dans sa chambre à Columbia quand la colocataire de la jeune femme, Caitlin Rucker, revient. Meadow et Noah vont dans sa chambre à la place et elle lui donne sa virginité. Ils essaient ensuite d'aider Caitlin. Meadow admire la sensibilité de Noah. Le couple l'emmène sortir le jour de son anniversaire, mais une rencontre avec une sans-abri dérangée la bouleverse à nouveau. Quand Meadow est absente, Caitlin persuade Noah de la laisser traîner dans sa chambre. Elle le distrait pendant qu'il travaille et se montre furieux et honteux en raison de la note qu'il obtient (un C -). Peu après Meadow rencontre nerveusement le père de Noah et lui dit, en réponse à sa question, que son père travaille dans la gestion des déchets. Elle est surprise quand Noah lui dit que son père a pris une ordonnance restrictive contre Caitlin. Puis, lorsqu'ils étudient ensemble à la bibliothèque, Noah lève les yeux et dit tranquillement à Meadow qu'il rompt avec elle, l'accusant d'être « trop négative ».
Au Bada Bing, Tony est approché par l'une des danseuses, Tracee. Elle lui rappelle qu'il lui a donné des conseils sur son fils malade et, pour le remercier, lui donne un cake aux noix qu'elle a fait. Mais Tony lui explique qu'elle est la copine de Ralphie et rejette son cadeau. Tracee l'aborde à nouveau, lui disant qu'elle est enceinte de Ralphie et lui demande des conseils. Tony dit que pour le « bien des générations futures », elle devrait avorter l'enfant de Ralphie. Les blagues maniaques de Ralphie offensent les autres gangsters. Il est obsédé par le film Gladiator et s'amuse à provoquer Georgie. Les choses deviennent tendues quand il trouve une chaîne et la balance sur Georgie, blessant son œil. Tracee manque le travail pendant trois jours, prétendant être malade et reste à la maison avec Ralphie. Silvio s'y rend, la traîne dehors et la jette dans sa voiture pendant que Ralphie regarde par une fenêtre en riant. Elle voit plus tard Ralphie au club et l'insulte devant les autres truands. Sur le parking, il l'apaise et elle lui dit qu'elle l'aime. Mais ils commencent à se disputer, et elle le gifle. En retour, il la roue de coups de poing, la fait tomber au sol, puis frappe sa tête contre une rambarde en métal jusqu'à ce qu'elle meurt. Tony est furieux et, bien que Ralphie soit un soldat important dans la « famille » du New Jersey, l'agresse physiquement. Les autres gangsters présents interviennent pour les séparer.

### Épisode 7:Second Avis

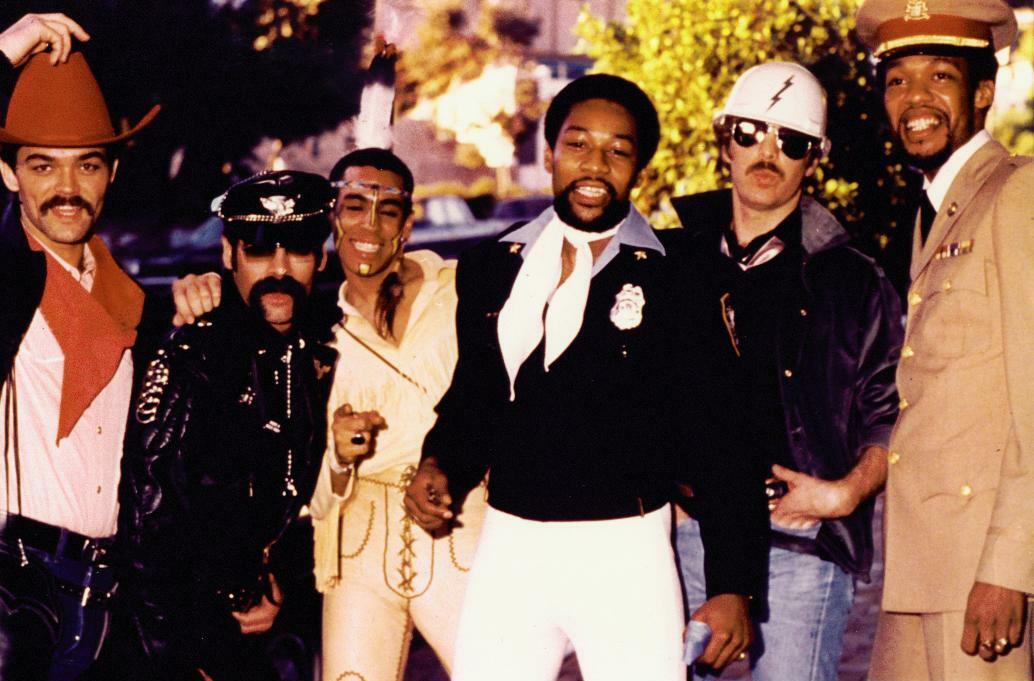
Les chansons chantées par le Big Mouth Billy Bass sont Take Me to the River d'Al Green et Y.M.C.A. des Village People (photo). La version de Y.M.C.A. a été spécialement enregistrée pour le jouet par le département des accessoires des Sopranos après que la chanson initialement prévue, Don't Worry, Be Happy de Bobby McFerrin, n'ait pas été autorisée pour la série par McFerrin, qui n'aimait pas le caractère violent de la série.

- États-Unis : 8 avril 2001 sur HBO

Une tension croissante naît entre Christopher et Paulie. En tant que soldat récemment intronisé, Chris est susceptible d'être fouillé à nu. Paulie le fait se déshabiller dans l'arrière-boutique du Bada Bing et se moque de la taille de son pénis. Tard dans la nuit, Patsy et lui vont à l'appartement de Chris alors qu'Adriana est aussi présente et fouillent ses affaires. Chris voit Paulie renifler la culotte d'Adriana, ce qui le met hors de lui. Tony rejette la plainte de Chris et parle de la situation à Paulie. Paulie l'avertit de ne plus jamais se plaindre de lui au boss, avant de finalement se réconcilier avec Christopher après lui avoir montré un Big Mouth Billy Bass (en), ce qui les fait rire. De son côté, Carmela rencontre Angie Bonpensiero par hasard dans un supermarché. Angie dit que, bien que Tony l'aide financièrement, les choses sont difficiles et elle ne peut pas se permettre une opération pour son chien bien-aimé. Carmela en parle à Tony, qui se rend chez Angie et voit qu'elle a une nouvelle Cadillac. Il brise ses fenêtres et les phares avec une batte de baseball et lui dit qu'elle ne doit parler d'argent qu'à lui.
Junior a une confiance totale en son chirurgien, le Dr John Kennedy. Il ne sait pas que Kennedy a commis une erreur en enlevant trop peu de tissu entourant sa tumeur. Lorsque Kennedy dit qu'il aimerait effectuer une nouvelle opération, Junior est d'accord, mais Tony pense que Junior est trop impressionné par le nom du médecin. Ils consultent un autre médecin, qui recommande que Junior reçoive des traitements de chimiothérapie. Un examen du comité des tumeurs est organisé et ils en arrivent à la même conclusion. Junior subit une chimiothérapie et souffre d'effets secondaires pénibles. Il aspire à parler à Kennedy, qui ne répond pas à ses appels. Tony et Furio confrontent Kennedy sur son terrain de golf, le soudoient et l'intimident pour qu'il accorde son attention à Junior. Kennedy se présente à l'hôpital, accueille chaleureusement Junior, le rassure et lui donne son numéro de téléphone personnel, Junior s'en montre content.
Carmela déjeune avec le doyen de Columbia, l'université de Meadow, qui lui dit que ses recherches indiquent que les Sopranos pourraient contribuer à hauteur de 50 000 dollars. Tony refuse la demande de Carmela de donner cette somme à l'université, disant que le but est d'extorquer de l'argent. Il fera un don de 5 000 dollars, pas plus.  Carmela assiste à une séance seule avec le Dr Melfi un jour où Tony ne veut pas y aller. Elle souligne qu'elle n'a pas besoin de thérapie elle-même, mais elle prend rendez-vous avec le thérapeute recommandé par Melfi. Carmela est décontenancée car le thérapeute, le Dr Krakower, émet des jugements. Quand il a appris sa situation, il prononce le mot « mafia » (ce que ne fait jamais le Dr Melfi avec Tony), lui dit qu'elle devrait emmener les enfants et partir car c'est la seule manière de trouver la paix. Quant à lui, il n'acceptera pas le paiement de la séance, il ne veut pas de « l'argent du sang ».

### Épisode 8:Il est ressuscité
- États-Unis : 15 avril 2001 sur HBO

Tony est toujours en froid avec Ralph. Ce dernier est pourtant invité chez les Soprano avec sa fiancé Rosalie Aprile pour Thanksgiving, ce qui énerve encore plus Tony qui décide de le décommander.
Meadow commence à avoir une relation avec Jackie Junior pendant que Tony rencontre Gloria, une autre patiente du docteur Melfi avec qui il commence une relation.
Carmela et Rosalie remarquent la relation naissante entre Meadow et Jackie Jr ., ce qui ravi Rosalie . Lors d'une fête, Jackie donne à Meadow de l' ecstasy gratuitement. Plus tard, ils sont ensemble sur son lit, mais dopée et ivre, la jeune femme s'endort. Jackie soulève légèrement ses vêtements, mais ne va pas plus loin. À un rendez-vous, ils s'embrassent dans sa voiture. Meadow prévient Jackie qu'il est peu probable que leur relation aille nulle part pour le moment, encore marquée de sa rupture avec Noah. Un autre soir, une Meadow surexcitée prend la voiture de Jackie et la détruit dans un accident. Elle est indemne, mais il est profondément inquiet (supputant les représailles de Tony si sa fille avait été blessée) et elle demande à passer la nuit avec lui au lieu d'être reconduite à la maison.
Parallèlement, dans la salle d'attente du Dr Melfi, Tony fait la connaissance d'une autre patiente, Gloria Trillo, qui a une discussion au téléphone avec un client. Il apprend qu'elle travaille comme vendeuse chez un concessionnaire Mercedes-Benz. Ils comprennent qu'ils ont réservé un rendez-vous au même moment et Tony accepte de lui laisser son créneau. Plus tard, il rend visite au concessionnaire et elle l'accompagne lors d'un essai routier. Ils finissent au lit sur le bateau de Tony. Gloria appelle le Dr Melfi pour annuler une séance. Dr Melfi entend la voix d'un homme en arrière-plan.

### Épisode 9:La Valse des mensonges

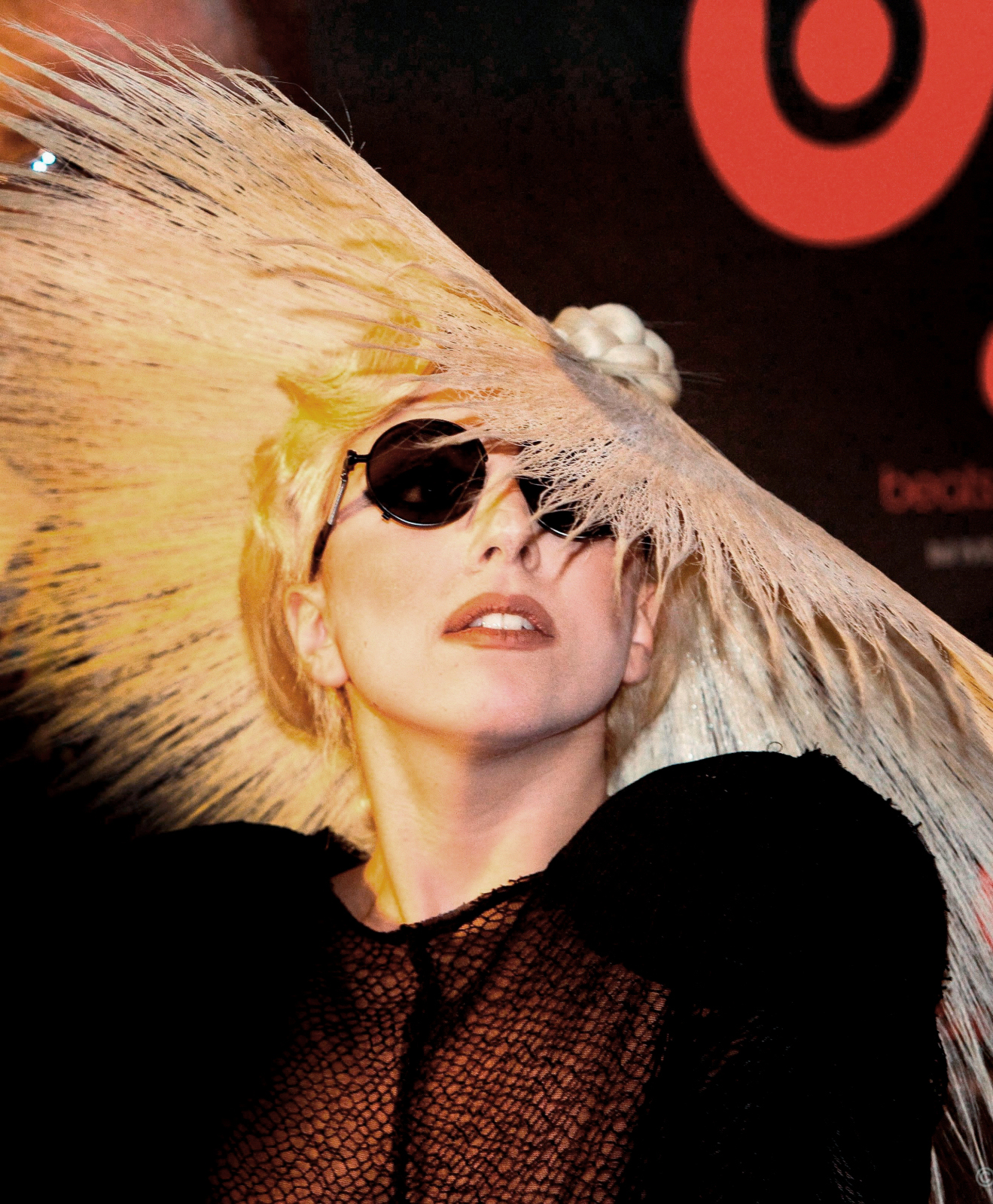
La chanteuse Lady Gaga interprète une des amies d'Anthony Jr. pour la scène de la piscine. Alors âgée de 15 ans, il s'agit de son premier rôle,.

- États-Unis : 22 avril 2001 sur HBO

Carmela est ravie de la grosse bague en saphir que Tony lui offre pour son anniversaire. Peu après avoir fêté l'anniversaire de sa mère, AJ et quelques amis s'introduisent le soir dans la piscine de leur lycée et vont nager. Certains d'entre eux ouvrent par effraction le bureau d'un enseignant, jettent des fournitures dans la piscine et détruisent l'armoire à trophées du lycée. La police parvient à retrouver la trace des coupables grâce à une pizza personnalisée laissée sur les lieux. Une rencontre a lieu entre le directeur de l'école, l'entraîneur de football, et Tony et Carmela, accompagnés de leur fils. Les Sopranos sont surpris, et Carmela est en colère, que la punition d'AJ soit seulement une suspension temporaire en raison de ses bonnes performances au football. Le directeur dit que toute punition devrait être parentale ; AJ est alors consigné pendant un mois à la maison.
Tony est taquiné, provoqué, ravi et fasciné par Gloria. À sa demande, il l'emmène au zoo et ils ont des relations sexuelles dans la maison des reptiles déserte. Dans une chambre d'hôtel, le déshabillant, elle est ravie de trouver son arme. Lors de sa prochaine séance avec le Dr Melfi, elle parle de son bonheur. Melfi l'interroge sur la voix d'homme qu'elle a entendue la dernière fois que Gloria l'a appelée; Gloria semble offensée et répond de manière évasive. Melfi rappelle à Gloria qu'elle a tenté de se suicider lorsque sa dernière relation a échoué. Lors de la prochaine session de Tony, il dit qu'il a eu une semaine très réussie et donne à Melfi un bonus en plus de son paiement régulier. Elle essaie de refuser, mais il insiste. Elle sait que ses patients lui mentent et s'emporte à ce sujet lors d'un entretien téléphonique avec son fils.
La famille du crime Soprano reprend une boîte de nuit à la suite d'une dette de jeu de son propriétaire. Christopher le montre et l'offre à Adriana. Carmela commence à approuver Jackie Jr. qui est utile à la maison et se lie avec AJ, lui donnant des conseils pour le football. Dans un face à face avec Tony, Jackie promet qu'il travaille dur et continuera à le faire. Plus tard, Tony le rencontre dans un casino illégal et le réprimande fermement.

### Épisode 10:Préservez-nous de la puissance du Diable
- États-Unis : 29 avril 2001 sur HBO

Tony est sur la promenade d'Asbury Park, où il doit retrouver Paulie. En attendant, il se souvient d'une autre entrevue en 1995, avec Pussy et Jackie Aprile Senior. À l'époque, il y avait un différend entre Jackie et Junior ; Pussy s'était rendu à Boca Raton, en Floride, pour organiser une rencontre de conciliation. Cependant, Pussy n'est pas allé à l'entrevue et Tony pense que c'est à ce moment-là que le FBI l'a retourné pour devenir informateur. Plus tard, il pense qu'ils lui ont fait porter un mouchard lorsqu'il s'est déguisé en Père Noël. Pussy était un bon père Noël, mais maintenant ils ont besoin d'une nouvelle personne pour ce rôle. Ils font appel à Bobby, qui est obligé de jouer le rôle malgré sa timidité et sa maladresse. 
Lorsque Tony est en visite chez Janice pour préparer le repas de Noël, elle commence à se plaindre d'une douleur au poignet et annonce à son frère qu'elle pourrait avoir besoin d'une opération, après son agression par le gangster russe venu reprendre la prothèse de jambe de Svetlana. Tony obtient le nom du gangster russe, qui travaille comme chauffeur, et avec la complicité de Furio, le bat et le jete à travers la vitre d'une animation de Noël d'un centre commercial. Quand Janice voit le reportage télévisé relatant les faits, elle est très secouée. Charmaine, récemment séparée d'Artie, affiche un nouveau look au Nuovo Vesuvio, ce qui ne laisse pas les clients indifférents. Tony la complimente, mais elle répond en le blâmant pour les changements dans le comportement d'Artie. Il sort avec colère du restaurant avec Christopher et Silvio. Ils vont dans un club de strip-tease. Jackie Jr. est là, en train de faire une lap-dance avec une danseuse. Enragé, Tony l'emmène dans les toilettes et le bat. Il confisque le pistolet que Ralphie lui a donné et lui met un coup de genou dans l'aine, le laissant sur le sol.

### Épisode 11:L'Enfer blanc
- États-Unis : 6 mai 2001 sur HBO

- Tom Aldredge (Hugh DeAngelis)
- Jason Cerbone (Jackie Aprile, Jr)
- Oksana Lada (Irina Peltsin)
- Annabella Sciorra (Gloria Trillo)
- Suzanne Sheperd (Mary DeAngelis)
- Vitali Baganov (Valery)
- Frank Ciornei (Slava Malevsky)
- Crystal R. Fox (Infirmière)
- Dayna Gizzo (Rita)
- Ari Graynor (Caitlin Rucker)

Jackie est avec Meadow dans sa chambre mais elle a un rhume et explique qu'elle ne veut pas avoir de relations sexuelles dans ces conditions. Jackie regarde sa montre, dit qu'il est fatigué et s'en va. La nuit suivante, il donne une faible excuse pour ne pas la voir. Prise de doutes, Meadow demande à une amie de la conduire devant chez Jackie et elles le voient sortir avec une autre fille. Meadow lui fait face et lui dit avant de partir que leur relation est terminée. Pendant ce temps, Gloria revient du Maroc et va retrouver Tony sur son bateau. Mais un appel téléphonique d'Irina entraîne Gloria dans une querelle avec Tony et elle repart furieuse, le laissant perplexe. Ils se réconcilient et ont des relations sexuelles à l'heure du déjeuner dans un hôtel. Elle l'invite à dîner chez elle ce soir-là mais, retardé par des obligations familiales, il arrive très tard. Elle est blessée, mais ils se réconcilient à nouveau et font l'amour, et elle prépare à nouveau le dîner. Puis, juste avant de manger, Tony reçoit un coup de téléphone et doit partir pour affaires urgentes. Elle lui crie dessus, lui jette un steak de bœuf au visage et détruit sa salle à manger après son départ. Tony dit au Dr Melfi qu'il voit Gloria. Lors de la première séance, il parle de leur bonheur ensemble mais se plaint de ses humeurs changeantes. Melfi lui dit que Gloria est dépressive, instable et impossible à satisfaire.
Tony demande à Paulie d'aller chercher une somme argent chez Valery, un russe, au nom de Silvio, qui est malade. Il emmène Christopher avec lui. Paulie le provoque inutilement et déclenche une bagarre. Bien qu'ivrogne, Valery se bat habilement mais les deux autres parviennent à prendre le dessus et à l'étrangler avec un lampadaire. Choqués par ce qu'ils ont fait, ils l'enveloppent dans un tapis et le conduisent dans le coffre de leur voiture. Paulie suggère qu'ils le jettent quelque part dans les « Pine Barrens ». Il appelle Tony, mais cet appel et d'autres plus tard sont difficiles à cause d'une mauvaise réception et des parasites. Slava, qui blanchit l'argent de Tony en utilisant des comptes sur l'île de Man, lui dit que Valery, un ex-commando militaire, et lui sont plus proches que des frères ; il lui a sauvé la vie lors du conflit en Tchéchénie auxquels ils ont participé ensemble.
Dans les bois enneigés, Paulie et Chris se préparent à jeter le corps mais découvrent que Valery est toujours en vie. Ils le font marcher sur une certaine distance, lui donnent une pelle et lui font creuser sa propre tombe. Alors que les deux sont distraits, Valery les frappe avec la pelle et s'enfuit. Ils le poursuivent, lui tirant sauvagement dessus. Paulie pense qu'il l'a touché dans la tête mais il continue à courir et disparaît. Ils suivent les empreintes de pas et les tâches de sang de Valery, avant de perdre sa trace, ce dernier ayant complètement disparu. Après un certain temps à errer dans les bois, Paulie et Chris se rendent compte qu'ils sont perdus. Paulie glisse dans une pente et perd une chaussure. Longtemps après la tombée de la nuit, affamés et frigorifiés, ils trouvent une camionnette abandonnée où ils se réfugient. Épuisés, ils se blâment pour ce qui s'est passé avant de se battre. Chris pointe son arme sur Paulie, puis s'effondre dans un fou rire. Ils se réconcilient et acceptent de rester ensemble.
Au milieu de la nuit, Paulie appelle Tony, qui reçoit l'appel chez Gloria. Paulie parvient à lui dire où ils ont garé la voiture et lui demande de l'aide. Tony part à leur recherche avec Bobby, un grand amateur de plein air. Ils atteignent le parking décrit par Paulie mais sa voiture a disparu. Ils attendent jusqu'à l'aube pour chercher Paulie et Chris, qui ont quitté la camionnette et marchent dans une direction aléatoire. La chaussure de fortune de Paulie se défait et ce dernier tire avec son pistolet dans un accès de frustration folle. Tony et Bobby entendent les coups de feu et parviennent à localiser Chris et Paulie. Les deux duos se rejoignent et quittent Pine Barrens ensemble.

### Épisode 12:Amour fou
- États-Unis : 13 mai 2001 sur HBO

- Sharon Angela (Rosalie Aprile)
- Jason Cerbone (Jackie Aprile, Jr.)
- Louis Crugnali (Carlo Renzi)
- Andrew Davoli (Dino Zerilli)
- Dan Grimaldi (Patsy Parisi)
- Toni Kalem (Angie Bonpensiero)
- Richard Maldone (Ally Boy Barese)
- Annabella Sciorra (Gloria Trillo)
- Nick Tarabay (Matush Gia)
- Maureen Van Zandt (Gabriella Dante)
- Isaach De Bankolé (père Obosi)

Carmela et Meadow visitent le Metropolitan Museum of Art lorsque Carmela doit se rendre aux toilettes pour utiliser un tampon. Elle présente des symptômes alarmants et craint d'avoir un cancer des ovaires. Quand elle revient, elle est fond en larmes en voyant le tableau La Sainte Famille avec les saints Anne et Catherine d'Alexandrie de José de Ribera. En regardant quelque chose de sentimental à la télévision, elle se met à pleurer et est énervée lorsqu'elle se rend compte qu'il ne s'agit que d'une publicité pour de la nourriture pour chiens. Elle se confesse auprès d'un prêtre qui lui dit d'apprendre à vivre que de ce que gagne la « bonne partie » de son mari et de renoncer au reste. Sur ces conseils, elle voit un gynécologue-obstétricien, qui lui dit qu'elle a un problème de thyroïde.
Tony continue de voir Gloria, même si elle a toujours son comportement erratique. Le Dr Melfi utilise le terme « amour fou » pour qualifier leur relation. Gloria rencontre Carmela, qui fait contrôler sa voiture au garage où elle travaille. Elle la ramène chez elle, tout en profitant de l'occasion pour lui demander des informations. Quand Tony découvre cela, il rompt furieusement avec elle. Gloria lui téléphone en sanglots. Il va chez elle et lui explique à nouveau gentiment qu'il rompt avec elle. Elle menace de raconter à Carmela et Meadow leur liaison, déclenchant la fureur de Tony. Enragé, il commence à l'étrangler et elle le presse de la tuer. Il retrouve la raison, s'arrête et la quitte avec un avertissement. Plus tard, il envoie Patsy pour répéter l'avertissement ; alors qu'il fait un essai routier avec elle, il arrête la voiture sur une route rurale déserte, la tient sous la menace d'une arme et lui dit que si jamais elle contacte à nouveau Tony ou sa famille, il reviendra pour la tuer.

### Épisode 13:Une armée à moi seul
- États-Unis : 20 mai 2001 sur HBO

- États-Unis : 9,46 millions de téléspectateurs[10]

- Sharon Angela (Rosalie Aprile)
- Tobin Bell (Major Carl Zwingli)
- Denise Borino (Ginny Sacrimoni)
- Jason Cerbone (Jackie Aprile, Jr.)
- Vincent Curatola (Johnny Sack)
- Joseph R. Gannascoli (Vito Spatafore)
- Lola Glaudini (Agent Deborah Ciccerone)
- Dan Grimaldi (Patsy Parisi)
- Melissa Marsala (Kelli Aprile)
- Frank Pando (Agent Grasso)
- Frank Pellegrino (en) (Agent Frank Cubitoso)
- Matt Servitto (Agent Dwight Harris)
- Maureen Van Zandt (Gabriella Dante)
- Michael K. Williams (Ray-Ray)
- Frances Ensemplare (Marianucci Gualtieri)

Anthony Junior est renvoyé de son école après avoir triché aux examens. Son père décide de l'envoyer dans une école militaire. Mais Anthony fait une crise de panique ; en conséquence, ses parents renoncent à leur projet.
Junior Soprano, guéri du cancer, revient aux affaires. Le FBI souhaite infiltrer un agent dans l'entourage de « la Famille » via Adriana.
Anthony Jr. est renvoyé du lycée pour avoir volé des réponses à un test. Tony, furieux, décide de l'envoyer dans une école militaire. AJ a une entrevue avec l'administrateur de l'Institut militaire d'Hudson, qui a un planning quotidien rigoureux pour les élèves. Carmela pense qu'ils le formeront à devenir un « tueur professionnel », mais Tony lui rétorque qu'il apprendra la discipline et le respect. Alors qu'AJ se prépare à quitter la maison, il enfile son uniforme, ses deux parents admirent sincèrement son apparence. Mais en se regardant dans le miroir il fond en larmes et demande à ne pas être envoyé là-bas. Alors que sa mère ajuste sa robe, il subit une crise de panique et s'effondre devant Tony et Carmela. Tony dit au Dr Melfi que son fils a hérité de son « gène putride » et qu'il ne peut pas l'envoyer dans une école militaire à cause de cela.
Cherchant des renseignements sur la famille du crime DiMeo, le FBI décide d'utiliser un agent féminin et d'envoyer l'agent Deborah Ciccerone en mission d'infiltration pour se lier d'amitié avec Adriana. Danielle, comme elle se fait appeler, aborde facilement Adriana dans un magasin de vêtements. Paulie est en désaccord avec Ralphie au sujet de la répartition des gains à la suite d'une effraction de coffre-fort. Il insiste pour qu'une réunion de conciliation soit organisée, au cours de laquelle il réclame la moitié des gains, soit 50 000 $. À sa grande surprise et consternation, Tony ne lui accorde que 12 000 $ après arbitrage. Plus tard, Paulie parle calmement à Johnny Sack de son mécontentement à l'égard de Tony et offre ses services au patron de Johnny, Carmine Lupertazzi.
Jackie Jr. est obligé de se cacher dans une cité en construction à Boonton après que son vol a échoué. Il appelle Tony, implorant de l'aide, mais ce dernier le rejette. Tony exprime à nouveau sa confiance à Ralphie qui, en tant que capitaine, doit savoir quoi faire et décider en temps opportun. Ralphie prend sa décision : quand Jackie quitte son appartement pour prendre l'air, Vito lui tire une balle dans la nuque. On raconte alors qu'il a été tué lors d'une dispute entre trafiquants de drogue. Meadow fond en larmes en apprenant la mort de Jackie Jr. lors d'une discussion téléphonique avec son frère.
Aux funérailles, Meadow pleure de manière incontrôlable quand elle voit son ex-petit ami dans son cercueil. Tony et Carmela sont embarrassés lorsque Rosalie relève le faible nombre de personnes présentes ; les funérailles ont en effet coïncidé avec le dimanche du Super Bowl, une période bien remplie pour les paris. Silvio et Christopher sont arrêtés pour jeu illégal juste avant l'enterrement. Lors de la réception chez Rosalie, Meadow et Kelli, la fille de Rosalie, se disputent amèrement pour savoir qui a tué Jackie ; Meadow semble croire que c'était un trafiquant de drogue, tandis que Kelli est persuadée que c'était un membre de « la Famille ».
- Fairuza Balk tenait le rôle de l'agent Ciccerone lors de la diffusion originale, mais en raison d'un problème d'emploi du temps, elle n'a pas pu revenir dans la quatrième saison. Elle est alors remplacée par Lola Glaudini et la plupart de ses scènes furent retournées pour les rediffusions et la version DVD[11].